# The Dark Pictures: Switchback VR
The Dark Pictures: Switchback VR es un videojuego de disparos sobre rieles desarrollado y publicado por Supermassive Games para PlayStation VR2. Fue lanzado el 16 de marzo de 2023. Es un spin-off de The Dark Pictures Anthology y presenta al jugador montando una montaña rusa con temática de terror. 
Es una secuela espiritual del juego de realidad virtual de 2016 Until Dawn: Rush of Blood, que también fue un juego de lanzamiento cercano al lanzamiento de la PlayStation VR original. 

## Gameplay
El juego es un derivado de The Dark Pictures Anthology y presenta varias ubicaciones de los cuatro juegos de su primera temporada. 
Al igual que el tirador sobre rieles anterior, el jugador está armado con un conjunto de pistolas para disparar objetivos, objetos y enemigos, disparando cajas que brindan breves mejoras a sus armas (semiautomáticas, escopetas, etc.). En este juego, particularmente en los niveles tercero al octavo, el jugador recibe elementos especiales (a saber, la luz ultravioleta, la pistola de bengalas y la pistola paralizante) para ayudarlo a superar obstáculos específicos y resolver acertijos/utilizar mecánicas ambientales.
Los jugadores disparan interruptores en la pista de la montaña rusa para alterar el rumbo y tomar decisiones importantes que determinarán el destino del jugador. Además, el jugador tiene que resolver acertijos para salvar a los demás pasajeros, quienes pueden morir, ser abandonados por el jugador o salvarse dependiendo de cómo el jugador resuelva el acertijo. El destino de los personajes no se puede revertir si mueren o son abandonados.

## Sinopsis
El juego se juega desde la perspectiva de un pasajero de un tren, que se encuentra con una mujer joven antes de que el tren se estrelle mientras escuchan un mensaje de voz de su hermana, que planeaba reunirse con ellos en un parque de diversiones para conmemorar el fallecimiento de su padre. Gravemente heridos y al borde de la muerte, los jugadores caen en el limbo cuando se encuentran en una serie de viajes en tren llamados "The Inferno" (con múltiples ubicaciones correlacionadas con juegos anteriores de la serie Dark Pictures). A lo largo del juego, utilizan varios trucos y herramientas (como la luz ultravioleta, la pistola de bengalas y la pistola paralizante) para progresar y resolver acertijos y posiblemente salvar las almas de los demás pasajeros del tren. Todo el tiempo siendo observado por el curador en ciertos puntos y siendo objeto de burla por parte de una entidad demoníaca.
El juego comienza en la costa china, donde pasan a través de los restos de varios barcos y se encuentran con un compañero de viaje atrapado en una caja de inundación que muere si el jugador no puede detener el flujo de agua. En el centro del SS Ourang Medan, el jugador derrota a la fantasmal Sailor Girl, incluso mientras ella aprovecha sus poderes telequinéticos. Luego llegan al pueblo abandonado de Little Hope, donde se enfrentan a los demonios de su pasado y donde se encuentran con otra pasajera atada a una estaca que arderá viva si no es liberada por la destrucción de las cuerdas que la sujetan. Al entrar a la iglesia, el jugador se enfrenta al Demonio Quemado para escapar. En los cavernosos templos en ruinas debajo del desierto de Acadio, el jugador se encuentra en las cuevas que albergan el lugar del accidente de una nave alienígena, donde puede elegir salvar a un tercer pasajero de una jaula trampa mortal que cae o no (debilitando ciertos soportes para bajar). está más cerca de un acantilado). Luchan contra hordas de vampiros y parásitos alienígenas cuando llegan al nido alienígena, lo que finalmente culmina en un enfrentamiento con El Anciano, el sacerdote acadio Balathu, que se había convertido en una criatura vampírica hace más de 4000 años. En la cuarta área, el jugador ingresa a la réplica del Hotel de la Feria Mundial de HH Holmes, encontrando decenas de réplicas de androides del asesino en serie Granthem Du'Met y varias de sus trampas, algunas de las cuales el jugador debe usar para mantener a raya a sus secuaces; el jugador también debe usar la pistola paralizante para golpear las cajas de fusibles correctas para salvarse a sí mismo y posiblemente a otro pasajero en una habitación enorme, si así lo desea; Es probable que el pasajero muera electrocutado si el jugador adivina mal demasiadas veces. Al entrar en la guarida del asesino, quedan atrapados en una serie de trampas mortales de Du'Met, pero el jugador lo derrota devolviéndole las trampas mortales, matando a Du'Met. Después de salir del hotel, el jugador se enfrenta a la misteriosa joven.
En el nivel final, el jugador se encuentra en un Infierno Congelado, donde la joven en el tren se revela como la diablesa Belial, Madre de las Mentiras. Dependiendo de cómo el jugador trató con los otros pasajeros del tren (si el jugador los salvó o los abandonó/mató), Belial comentará sus decisiones. Con la ayuda de las almas que salvaron (si el jugador decide salvarlas) y el uso de una pistola espiritual especial que le roban a Belial, el jugador se enfrenta a Belial en una batalla final por su alma.
Hay dos finales, que dependen de qué tan rápido el jugador pueda derrotar a Belial en el Infierno Congelado. Si el jugador tarda demasiado, morirá en el accidente de tren y Belial arrastrará su alma al infierno con ella, con el curador apareciendo detrás del bombero en el tren. Si el jugador es lo suficientemente rápido, sobrevivirá a la experiencia y escapará de la pesadilla cuando Belial es desterrado de regreso al infierno, y el jugador se despierta entre los escombros cuando un bombero aparece para salvarlo.

## Desarrollo
En febrero de 2022, Supermassive Games presentó marcas comerciales para seis posibles entradas futuras, incluido Switchback.  A diferencia de las entradas anteriores de la serie, no es publicada por Bandai Namco Entertainment, sino que es autoeditada por Supermassive Games.  Originalmente se planeó que el juego se lanzara junto con los auriculares PlayStation VR2 el 22 de febrero de 2023, pero Supermassive Games anunció en enero de 2023 que el lanzamiento del juego se retrasaría hasta el 16 de marzo de 2023. 